# Rivière Thelon
La rivière Thelon ou Akilinik s'étend sur environ 900 km entre sa source au lac Lynx dans les Territoires du Nord-Ouest jusqu'au lac Baker au Nunavut au Canada. Ultimement, la rivière Thelon se draine dans la baie d'Hudson à Chesterfield Inlet. Elle compte parmi ses affluents la rivière Kazan, cette dernière alimentée notamment par les eaux du lac Kasba.
Depuis 1990, la rivière Thelon est inscrite au réseau des rivières du patrimoine canadien.